# René Lamps
 (novembre 2018).
Si vous disposez d'ouvrages ou d'articles de référence ou si vous connaissez des sites web de qualité traitant du thème abordé ici, merci de compléter l'article en donnant les références utiles à sa vérifiabilité et en les liant à la section « Notes et références ».
Pour les articles homonymes, voir Lamps (homonymie).
René Lamps, né le 5 novembre 1915 et mort le 8 mai 2007  à Amiens (Somme), est un Résistant et homme politique français. Il a marqué par sa personnalité et son action la vie politique de la ville d'Amiens et du département de la Somme de 1944 à 1989.

## Biographie

### Une jeunesse marquée par l'adversité et le succès
D'origine modeste, René Lamps est le fils cadet d'un cheminot et d'une couturière à domicile, établis dans le quartier Saint-Acheul d'Amiens où habitent de nombreux cheminots. Son père chef-mécanicien décède dans un accident du travail alors qu'il n'a que onze ans. Sa veuve dut lutter contre la Compagnie des chemins de fer du Nord pour obtenir une pension. René Lamps réussit l'examen des bourses et poursuivit ses études à l'École primaire supérieure Auguste Janvier d'Amiens. Il obtint le brevet élémentaire puis réussit le concours d'entrée à l'École normale d'instituteurs d'Amiens. Il obtint le brevet supérieur, second de sa promotion. Il devint donc instituteur en poste à Corbie en 1934.
Sportif accompli, René Lamps fut membre de l'équipe championne de France de longue paume en compagnie de Jacques Debary en 1932. Il pratiqua également le hockey sur gazon.
Il reçut, en outre, une éducation musicale : il apprit à jouer du violon et du cor d'harmonie.

### Un marionnettiste pacifiste
C'est à l'école normale que Réné Lamps fit la connaissance de Maurice Domon, ils créèrent ensemble, en 1933, le théâtre de marionnettes picardes Chés Cabotans d'Amiens. René Lamps devint, alors, sculpteur sur bois, décorateur et manipulateurs de marionnettes jusqu'en 1942. Avec huit partenaires, il sillonna les routes du département en présentant au public des pièces écrites par Maurice Domon.
René Lamps reprit à son compte les convictions pacifistes et antimilitaristes de son père, confortées par la lecture de romans tels que Le Feu d'Henri Barbusse, Les Croix de bois de Roland Dorgelès ou Le Grand Troupeau de Jean Giono… Il refusa de suivre la préparation militaire supérieure promise à tous les élèves-maîtres. Ce fut là sa première prise de position politique. Pour ne pas porter les armes pendant son service militaire, il passa et réussit le concours de l'Office national de la météorologie. Après deux ans passés sous les drapeaux de 1936 à 1938, il fut affecté à l'école primaire communale Notre-Dame dans le centre-ville d'Amiens, non loin de la cathédrale.

### L'éveil d'une conscience politique
En 1936, il assista à des réunions politiques et à la manifestation du 14 juillet à Amiens.
Il fut l'un des créateurs, avec Odette Mansard, de l'association locale des Auberges de jeunesse. C'est dans ce cadre qu'il rencontra Julia Lemaire (1921-2013), fille du maire communiste de Corbie et conseiller général, qui devint son épouse en 1942.
Mobilisé en 1939 et toujours antimilitariste, il retrouva le service météo et y devint instructeur. Après l'armistice de juin 1940, il fut libéré et rentra à Amiens où il fut nommé professeur de mathématiques au collège de garçons jusqu'au printemps 1944 en remplacement du titulaire prisonnier de guerre.

### Un résistant
C'est par la voie syndicale d'abord que René Lamps entra en Résistance par la reconstitution clandestine du Syndicat national des instituteurs (S.N.I.) puis, au printemps 1943, il adhéra au Parti communiste clandestin. Son épouse, membre des Jeunesses communistes dès 1936, était depuis 1940 agent de liaison pour la Résistance et faisait passer des clandestins de la zone interdite à la zone occupée.
Dans la Résistance, l'action de René Lamps fut multiple : il élabora et diffusa des journaux clandestins, organisa des sabotages et fabriqua des faux papiers. Membre de l'état-major des Francs-tireurs et partisans, adjoint du commandant Loisy-Jarnier, puis secrétaire régional en 1944. Au sein du P.C.F., il fut secrétaire adjoint départemental à l'organisation et devint à la Libération l'un des principaux responsables de la fédération de la Somme du Parti communiste.
L'exécution du député Jean Catelas en octobre 1941, l'arrestation de plusieurs dirigeants communistes permirent l'ascension de René Lamps à la direction départementale du P.C.F.. En mai 1944, il entra totalement dans la clandestinité et devint, ainsi que son épouse, membre du Comité départemental de Libération. En 1945, il fut désigné, par ses camarades, membre suppléant du Comité central du P.C.F.

### Un député communiste de premier plan
René Lamps acquit sa légitimité politique par son engagement dans la Résistance. Il bénéficia en outre du soutien d'Augustin Dujardin secrétaire fédéral du P.C.F. dans la Somme qui le proposa comme successeur. À ce poste, René Lamps fut l'organisateur des obsèques de Jean Catelas figure héroïque du martyre communiste et se posa comme son héritier politique dans la presse communiste locale. Enfin, il put compter sur le soutien actif de son beau-père, Léon Lemaire, fondateur du P.C.F. dans la Somme après le Congrès de Tours de 1920, maire et conseiller général de Corbie.
René Lamps se présenta à l'élection de la première Assemblée nationale constituante. Le scrutin de liste à représentation proportionnelle avait été rétabli. René Lamps situé en deuxième position sur la liste communiste conduite dans la Somme par Louis Prot, maire de Longueau, est élu. Il fut réélu en 1946, 1951 et 1956.
René Lamps fut membre de la Commission de l'éducation nationale, des beaux-arts, de la jeunesse, des sports et des loisirs, et membre de la Commission des finances et du contrôle budgétaire. Il déposa, le 8 mars 1946, un rapport au nom de la Commission de l'éducation nationale sur les propositions de résolution de ses collègues Raymond Guyot et Madeleine Léo-Lagrange, destinées à favoriser le développement de l'éducation physique, des sports et des activités de plein-air. Il intervint à deux reprises dans la discussion des projets de loi relatifs à la nationalisation des secteurs de la banque et du crédit, pour réclamer un renforcement du contrôle de l'État sur les grandes banques d'affaires. René Lamps vota les nationalisations et approuva, le 19 avril 1946, le projet de Constitution de la IVe République ; le texte fut toutefois rejeté par le référendum du 5 mai 1946, ce qui entraîna la convocation d'une nouvelle Assemblée nationale constituante.
En 1946, il retrouva la Commission de l'éducation nationale et la Commission des finances ; il fut en outre désigné comme secrétaire de l'Assemblée nationale constituante.
René Lamps rejeta le nouveau projet de Constitution, voté par l'Assemblée le 28 septembre 1946 qui fut ratifié par référendum le 13 octobre.
Après les élections législatives du 10 novembre 1946, René Lamps fut élu membre de la Commission des finances et du contrôle budgétaire, dont il devint secrétaire ; il fut en outre nommé juge suppléant à la Haute cour de justice. Au cours de la législature, René Lamps se révéla l'un des parlementaires les plus actifs de son groupe, multipliant les interventions sur les sujets les plus variés. Spécialiste des questions budgétaires et fiscales, il intervint notamment lors des discussions sur les lois de finances.
René Lamps adopta, tout au long de ses mandats parlementaires les positions du groupe communiste.
En 1958, le retour au scrutin uninominal à deux tours lui fut fatal. Au second tour il dut affronter, en plus du candidat gaulliste Fred Moore, le candidat S.F.I.O. Camille Goret, ancien maire d'Amiens. Fred Moore fut élu député.
En 1962, candidat unique de la gauche, il battit Fred Moore au second tour et redevint député. Il fut réélu en 1967, 1968 et 1973. En 1978, il céda la place à Maxime Gremetz. Membre de la commission des finances, René Lamps intervint régulièrement en commission et à la tribune sur les questions financières et budgétaires jusqu'à la fin de sa carrière parlementaire.

### Un élu local
- En 1945, René Lamps échoua aux élections cantonales dans le canton de Picquigny.
- Il fut conseiller municipal d'Amiens de 1945 à 1958
- En 1959, le mode de scrutin ayant changé, à Amiens, la liste communiste conduite par René Lamps n'eut aucun élu aux élections municipales.
- Il fut élu conseiller général du canton de Domart-en-Ponthieu de 1959 à 1976.

La personnalité de René Lamps favorisa grandement sa carrière politique. Sa simplicité, son intégrité et son sens du dialogue lui ont permis de rassembler, sur son nom, toutes les voix de gauche et même au-delà jusqu'en 1989.

#### Maire d'Amiens
- En 1971, la gauche amiénoise, pionnière sur ce point, réédita la formule inaugurée en 1965 d'une liste d'union pour les élections municipales mais cette fois-ci avec René Lamps, député communiste, comme tête de liste. Le succès fut au rendez-vous. La liste d'union de la gauche battit largement le maire sortant, Maurice Vast, ancien membre de la S.F.I.O., rallié aux centristes et à la droite. Amiens devint ainsi la seule capitale régionale gérée par un maire communiste.
- René Lamps fut réélu maire d'Amiens en 1977 et 1983.
- En 1989, la gauche se présenta désunie à l'élection municipale : socialistes et communistes présentèrent chacun une liste au premier tour. Sorti vainqueur de la primaire à gauche, René Lamps conduisit la liste d'union de la gauche au second tour mais la désunion du premier tour et l'usure de l'équipe sortante ne lui permirent pas de vaincre la liste d'union de la droite et du centre conduite par Gilles de Robien.

L'action de René Lamps à la tête de la municipalité d'Amiens, pendant dix-huit ans, fut avant tout à dominante sociale, sportive et culturelle.
- De 1971 à 1989, vingt-six écoles maternelles et neuf écoles primaires furent construites ainsi qu'un nouveau service de cantine scolaire avec tarif dégressif selon les revenus des familles. Vingt-huit centres de loisirs ouvrirent leurs portes. Pour les plus petits, trois crèches furent ouvertes et deux subventionnées en plus de deux mini-crèches.
- René Lamps se consacra aussi à la reconstruction d'une ville encore meurtrie par la guerre, en supprimant les cités d'urgence composées le plus souvent de baraquements et en développant l'habitat social.
- Les équipements sportifs furent renforcés : en 1971, la ville comptait sept gymnases et sept terrains de sport ; en 1989, vingt et un gymnases et vingt quatre terrains de sport étaient à la disposition du public.
- Sur le plan culturel, la ville d'Amiens augmenta sensiblement les subventions à la Maison de la Culture, aux centres socio-culturels d'Étouvie, du Pigeonnier et du quartier Condorcet. La ville construisit également un nouveau bâtiment pour la bibliothèque municipale et multiplia les bibliothèques de quartier. La création de la Maison du théâtre eut pour but de renforcer la création théâtrale. En 1979, la Maison de Jules Verne était rachetée par la ville. En 1978, une manifestation culturelle multiforme de masse était créée : la Fête dans la ville. Le cinéma ne fut pas oublié, la ville soutint le cinéma associatif d'art et essai Le Régent et la création du Festival international du film d'Amiens.

- Un autre aspect de l'action municipale de René Lamps fut la prise en compte de la protection de l'environnement. La ville d'Amiens acquit sous sa magistrature les Bois Magneux, du Fau-Timon et de Frémontiers. L'espace vert de La Hotoie et son étang furent réhabilités et les hortillonnages sauvés grâce à l'action de Nisso Pelossof. Enfin, la création de l’usine de méthanisation des déchets ménagers Valorga fut une première en France.

La fin du troisième mandat de René Lamps fut marqué par des difficultés d'ordre social et politique. Les employés municipaux étaient passés aux trente cinq heures de travail hebdomadaires en 1982 ce qui avait permis la création d'emplois. La fin des aides de l'État obligea la municipalité à réduire les effectifs ce qui provoqua une vigoureuse réaction syndicale. En outre, le P.C.F. était traversé par des conflits internes liés à son déclin électoral accentué depuis 1981. René Lamps ouvert au dialogue avec les "communistes rénovateurs" n'était plus totalement en phase avec l'appareil du parti communiste. Les dissensions avec les socialistes achevèrent de saper l'édifice unitaire vieux de dix-huit ans.
De plus, la ville avait subi, depuis 1971, une importante évolution sociologique, la classe ouvrière n'y avait plus la même place, les classes moyennes aspiraient à autre chose.
En 1989, la désunion de la gauche au premier tour et son rabibochage, sous la houlette de son vieux chef, au second, ne purent empêcher la victoire de Gilles de Robien. Il se retira peu après de la vie publique.

## Hommage posthume
- Depuis 2009, l'école élémentaire de la rue Mercey à Amiens porte le nom d'école Julia et René Lamps.
- Le 19 février 2020, a été inauguré le square René Lamps qui jouxte l’ancienne caserne Dejean, dans le faubourg de Noyon, à Amiens.

## Représentation insolite
De 1988 à 1990, le beffroi d'Amiens a été restauré alors que le maire de la commune était René Lamps, de 1988 à 1989, puis Gilles de Robien, de 1989 à 1990. Comme au temps des cathédrales, un tailleur de pierre « facétieux » a profité de l'occasion pour sculpter aux arrêts de la moulure de l'archivolte de la porte du monument, les deux édiles qui l'un après l'autre ont dirigé la capitale picarde, pendant dix-huit années pour le premier et dix-neuf pour le second (indirectement, pendant un an),. René Lamps y est représenté en ouvrier portant une casquette sur la tête et une faucille à la main.

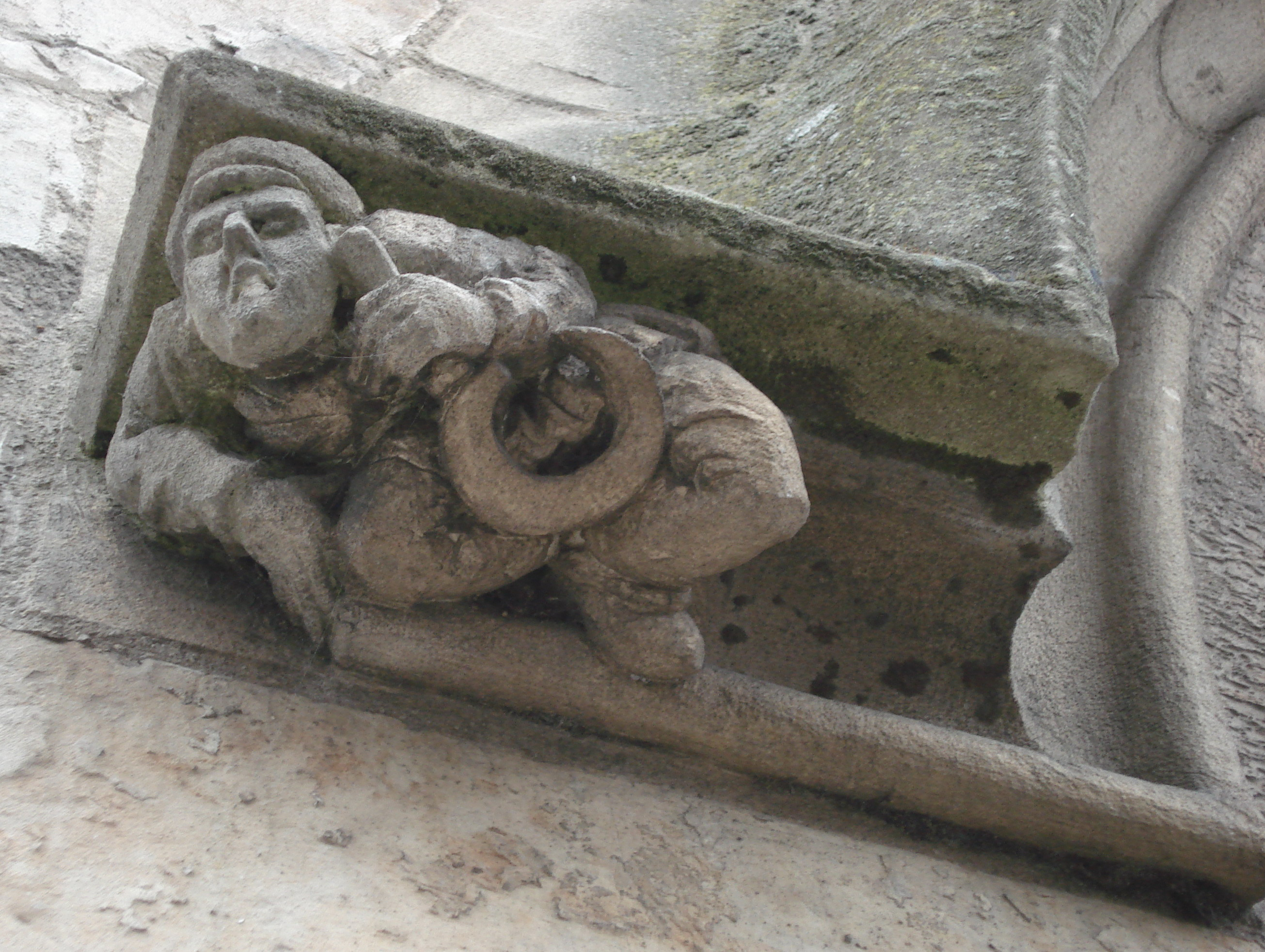
René Lamps.
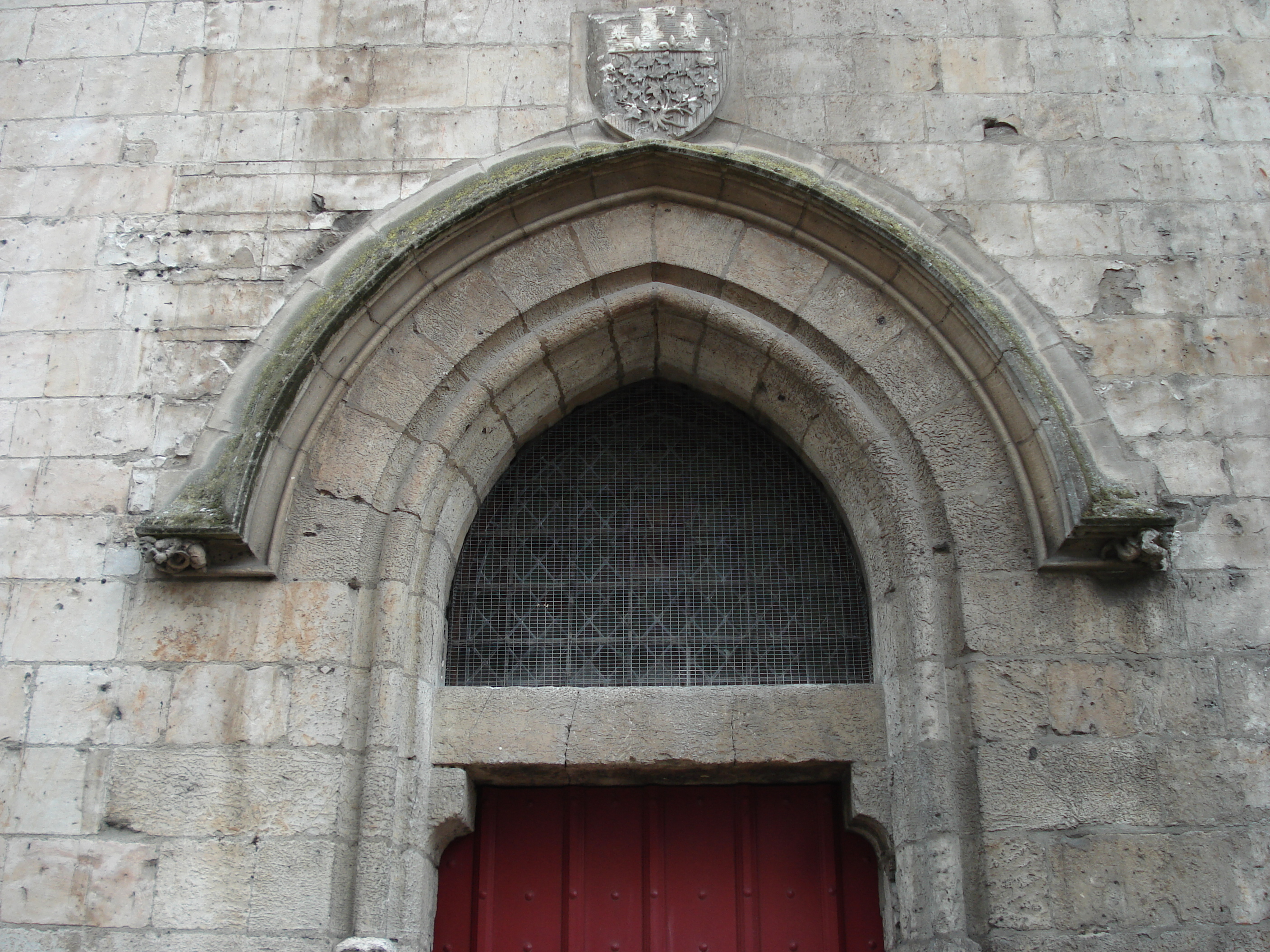
Archivolte de la porte du beffroi d'Amiens.
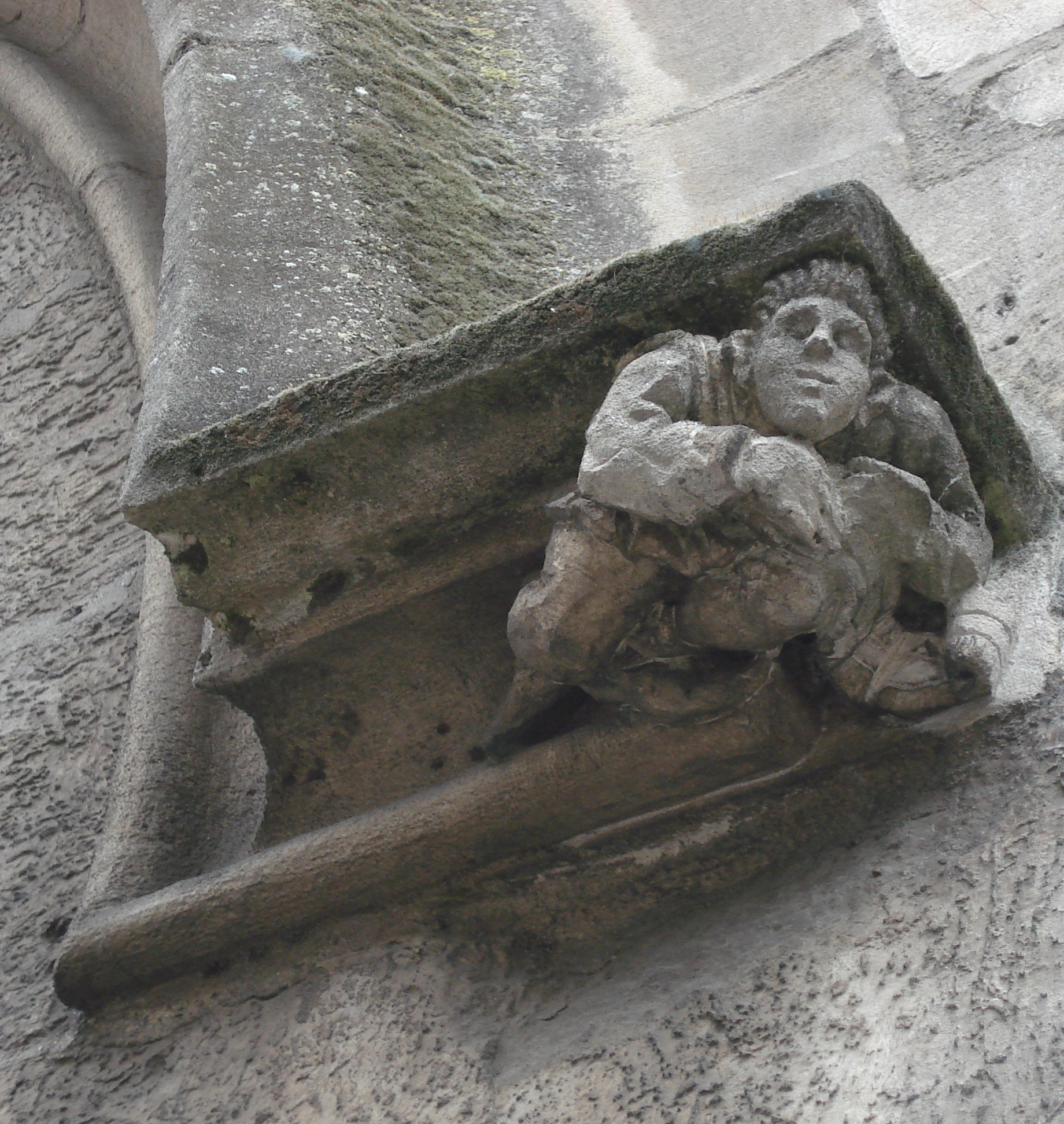
Gilles de Robien.